# Dampierre-sous-Bouhy
Dampierre-sous-Bouhy este o comună în departamentul Nièvre din centrul Franței. În 2009 avea o populație de 486 de locuitori.

## Evoluția populației
| An        | 1975 | 1982 | 1990 | 1999 | 2006 | 2009 |
| --------- | ---- | ---- | ---- | ---- | ---- | ---- |
| Populație | 558  | 572  | 484  | 470  | 486  | 486  |